# Santa María Mixistlán
Santa María Mixistlán är en ort i Mexiko.   Den ligger i kommunen Mixistlán de la Reforma och delstaten Oaxaca, i den sydöstra delen av landet, 400 km sydost om huvudstaden Mexico City. Santa María Mixistlán ligger 2 230 meter över havet och antalet invånare är 777.
Terrängen runt Santa María Mixistlán är kuperad åt sydväst, men åt nordost är den bergig. Runt Santa María Mixistlán är det ganska tätbefolkat, med 62 invånare per kvadratkilometer. Närmaste större samhälle är Tamazulápam del Espíritu Santo, 10,1 km söder om Santa María Mixistlán. I omgivningarna runt Santa María Mixistlán växer i huvudsak blandskog.